# سعید قیس نعمان
سعید قیس نعمان (عربی: سعد قيس؛ زادهٔ ۲ ژوئیهٔ ۱۹۶۷) بازیکن فوتبال اهل عراق است.
از باشگاه‌هایی که در آن بازی کرده‌است می‌توان به الشرطه، الکرخ، باشگاه ورزشی الریان اشاره کرد.
وی به همراه تیم ملی فوتبال عراق در بازی‌های المپیک تابستانی ۱۹۸۸ شرکت کرده است.